# 阿部正簡
阿部 正簡（あべ まさひろ）は、上総佐貫藩の第5代藩主。佐貫藩阿部家6代。
明和9年（1772年）5月4日、初代藩主阿部正鎮の弟阿部正長の孫に当たる旗本の阿部正保の長男として生まれる。寛政4年（1792年）6月に佐貫藩主阿部正実の養子となり、11月20日の正実の隠居により家督を継ぎ、12月に従五位下・駿河守に叙位・任官する。
寛政8年（1796年）に藩校・誠道館を創設する。そして一橋門番、日光祭礼奉行を歴任し、文化6年（1809年）に大坂加番に任じられた。文政8年（1825年）2月29日に死去した。享年54。跡を三男の正暠が継いだ。

## 系譜
父母
- 阿部正保（実父）
- 小泉氏 ー 側室（実母）
- 阿部正実（養父）

正室、継室
- 石谷清定の娘（正室
- 安屋 ー 松平光悌の次女（継室）

側室
- 皆川氏

子女
- 阿部正暠（三男）生母は皆川氏（側室）
- 滝女 ー 井伊直暉正室、井伊直中の養女